# Aika Miura
Aika Miura  (三浦 あいか?, Miura Aika), pseudonimo di Yū Hasegawa (長谷川 優?, Hasegawa Yū; Kanagawa, 2 novembre 1975), è un'attrice pornografica e modella giapponese.
È stata una delle più celebri tra le AV idol degli anni novanta e una grande quantità di suoi video e immagini sono tuttora distribuiti via Internet. Nel corso di una carriera particolarmente lunga per un'attrice di questo settore ha interpretato in media un film per mese per sette anni (nonostante alcuni mesi di inattività nel 1998), prima di concludere la propria attività nel 2002.

## Biografia

### Infanzia e adolescenza
Yū Hasegawa, alias Aika Miura, è nata il 2 novembre 1975 nella prefettura di Kanagawa, in Giappone. Nonostante la disapprovazione della propria famiglia per il mestiere scelto, Miura resterà loro molto legata durante tutta la propria carriera. Quando suo padre un giorno le fece osservare che guadagnava denaro provando piacere Aika gli rispose che le scene di bondage e di sadomasochismo «non erano particolarmente piacevoli».

### Esordio
Aika Miura cominciò la propria carriera recitando per la casa produttrice KUKI, con il marchio "Tank", il film I Love You, che apparve nel marzo del 1995; il video fu seguito in settembre da Summer Memory. Quest'ultimo film venne apprezzato dal pubblico; apparteneva ad un genere esibizionista che era al tempo controverso e che verrà più tardi rivalutato dalle performance di Asuka Yuki prima di sparire quasi del tutto nel giro di una decina d'anni. Tutte le scene di sesso di questo video sono girate in esterni, sotto gli occhi stupiti dei passanti, e comprendono ambientazioni in spiaggia.
Con Costume doll (ottobre 1995), Miura passò al genere cosplay, vestita successivamente da infermiera, donna sposata, studentessa e addetta alla consegna della pizza a domicilio. In Setting off on a Trip (novembre 1995) Aika Miura interpreta una giovane donna in partenza per Fukuoka (福岡市, fukuoka-shi, prefettura di Fukuoka) per incontrare un famoso artista, che si rivela poi lubrico e perverso.
Nel dicembre 1995 Video Boy, considerata la rivista giapponese più popolare nel settore dei video per adulti, assegnò un premio al film Fantasy del quale era protagonista Miura Aika. Wet & Deep Love, pubblicato nel gennaio 1996, è un video basato sullo stupro e sul sadomasochismo, due generi sempre apprezzati dalla pornografia giapponese.

### Ritiro temporaneo e ritorno in scena
Con la pubblicazione del video Countdown, nel febbraio 1996, Aika Miura annunciò che avrebbe lasciato temporaneamente la pornografia. Farà ritorno a questo settore nel mese di maggio dello stesso anno. KUKI approfittò del periodo di riposo dell'attrice per pubblicare Aika Miura Maniac (aprile 1996), una compilation di scene che Aika Miura aveva interpretato nei precedenti video e che non erano ancora state mostrate al pubblico
Miura riapparve nel maggio 1996 con il nome di AIKA scritto in stampatello. Con Poison Miura abbandonò il personaggio un po' naïf che si era costruita e approcciò le scene di sesso anale. Kjell Fornander descrive questa evoluzione delle attrici pornografiche giapponesi scrivendo che «Gli spettatori vengono invitati a seguire di film in film la sua iniziazione sessuale nel corso della quale prende coscienza di sé stessa e la sua accettazione progressiva dei desideri più perversi che nascono dal profondo di sé». 1000 Carat, del luglio 1996, è la prosecuzione di questo spostamento verso tematiche via via più estreme. Miura ricopre un ruolo preponderante nelle scene di sesso che rappresentano per lei una sfida e che riesce ad interpretare con brio. AIKA Freak, pubblicato il mese successivo, comprende scene di sesso di gruppo girate in esterni.
Nell'ottobre 1996 Miura recitò nel 26º episodio della serie NEO Bloody Uniform, molto conosciuta in Giappone, in un video della casa di produzione Atlas focalizzato sul cosplay. Ancora per Atlas Aika pubblicò una retrospettiva di tre anni di carriera intitolata Legend Of An AV Idol.
Miura recitò ancora per la casa Alice Japan in Inhumanity (dicembre 1997). Questa volta l'attrice interpretava il ruolo di una donna sposata di recente e colpita da amnesia a seguito di un incidente automobilistico. Nove diversi uomini sostengono di essere suo marito. Miura pratica una fellatio a ciascuno di loro per capire chi sia davvero il suo sposo. Nessuno dei nove però viene riconosciuto dalla donna, e infine le si presenta il vero marito. Il video termina con una scena di sesso tra Miura e suo marito.
L'attrice si allontana nuovamente dagli studi nel corso delle riprese di quello che avrebbe dovuto essere il suo ultimo video, The Last Video - Aika Miura -, ma continua comunque ad esibirsi come spogliarellista. La sua assenza dalla scene durerà fino al novembre 1998.

### Ultimi anni di carriera
Nonostante i suoi abbandoni e i successivi ritorni in scena, Miura ha mantenuto un gran numero di ammiratori. Nel corso del 2000 KUKI mise sul mercato varie compilation dei suoi video per soddisfare le aspettative dei fan. Nel 2001, sei anni dopo il suo esordio, Aika è la protagonista di Aika Miura - Streetcar Ecstasy (三浦あいか 痴漢電車エクスタシー), un film per il grande schermo destinato alle sale oscurate (per adulti). Miura Aika si ritira definitivamente dalla pornografia l'anno successivo, ma rimane abbastanza famosa da garantire il successo commerciale di nuove compilation che le vengono dedicate. I Lismore, una band glitch statunitense, intitolarono nel 2004 ad Aika Miura una traccia del proprio album di esordio, We Could Connect or We Could Not. Nel maggio 2007, cinque anni dopo il suo abbandono delle scene, un video semi-documentaristico intitolato Best of Best, Aika Miura, Deluxe viene messo in vendita raccogliendo molte scene girate nel corso della sua carriera.

## Filmografia selezionata
| Titolo del film | Produttore  | Regista                                 | Data pubblicazione                                          |
| --- | ----------- | --------------------------------------- | ----------------------------------------------------------- |
| I Love You 好きです Suki Desu                                                                                            | Tank/KUKI   |                                         | 15 marzo 1995 24 aprile 1995 12 dicembre 1997 9 luglio 1999 |
| Summer Memory | KUKI        | Teio Tokai                              | 20 settembre 1995                                           |
| Costume Doll 着せ替え人形                                                                                                | KUKI        | Zashikiwarashi                          | 25 ottobre 1995                                             |
| Setting Off On a Trip 旅立ち                                                                                             | KUKI        | Ryoto Kurenai                           | 20 novembre 1995                                            |
| Fantasy | KUKI        | Ryoto Kurenai                           | 21 dicembre 1995                                            |
| Wet & Deep Love | KUKI        | Kyubanmeno Oni                          | 20 gennaio 1996                                             |
| Countdown カウントダウン                                                                                                 | KUKI        | Teio Tokai                              | 17 febbraio 1996                                            |
| Aika Miura Mania 三浦あいかマニア                                                                                        | KUKI        | Zashikiwarashi                          | 12 aprile 1996                                              |
| AIKA | KUKI        | Zashikiwarashi                          | 15 maggio 1996                                              |
| POISON | KUKI        | Zashikiwarashi                          | 15 giugno 1996                                              |
| 1000 Carat | KUKI        | Mro Taga                                | 24 luglio 1996                                              |
| Aika Freak | KUKI        | Zashikiwarashi                          | 14 agosto 1996                                              |
| NEO Bloody Uniform Connection 26 NEO出血大制服[26]                                                                       | Atlas21     |                                         | 29 ottobre 1996                                             |
| LINGERIE DOLLS 4 | Cosmos Plan |                                         | 19 gennaio 1997                                             |
| Breast Angels 乳TANKの天使達                                                                                             | KUKI        |                                         | 21 febbraio 1997                                            |
| Chu | KUKI        |                                         | 29 marzo 1997                                               |
| Legend Of An AV Idol AVアイドル伝説                                                                                      | Atlas21     | Kei Morikawa                            | 15 settembre 1997                                           |
| Sexy Butt 女尻 Mejiri | Alice Japan | Kei Morikawa                            | 17 ottobre 1997                                             |
| AIKA x AIKA あいか×AIKA                                                                                                  |             |                                         | 28 novembre 1997                                            |
| Inhumanity 人間・廃業 | Alice Japan | Kunino Nagayagawa                       | 19 dicembre 1997                                            |
| The Last Video -Aika Miura- 三浦あいかラスト・ビデオ                                                                     | Atlas21     | Kei Morikawa                            | 15 gennaio 1998                                             |
| Slave Hunter |             |                                         | aprile 1998                                                 |
| Aika Loves You | KUKI        |                                         | 25 settembre 1998                                           |
| Female Ass Climax 2nd 女尻CLIMAX2nd                                                                                      | Alice Japan |                                         | 15 gennaio 1999                                             |
| Aika Miura'99 三浦あいか'99                                                                                              | KUKI        |                                         | 5 marzo 1999                                                |
| I Love You NOSTALGIA 好きですノスタルジア                                                                                | KUKI        | Edo Wood                                | 17 aprile 1999                                              |
| Female Ass CLIMAX 女尻クライマックス                                                                                     | Alice Japan |                                         | 21 maggio 1999                                              |
| Inhumanity Vol. 3 人間廃業ファイルVol.3                                                                                  | Alice Japan |                                         | 30 luglio 1999                                              |
| Dream Shower No.10 ドリームシャワー No.10                                                                                | Waap        | Alala Kurosawa                          | 5 agosto 1999                                               |
| KUKI 20th Anniversary | KUKI        |                                         | 15 ottobre 1999                                             |
| Inhumanity Files '99 人間廃業ファイル'99                                                                                 | Alice Japan |                                         | 24 dicembre 1999                                            |
| I WANT TO GET LOST 迷子になりたい・着せ替え人形 VCD                                                                      |             |                                         | 28 gennaio 2000                                             |
| Stewardess Rape 奈落の乱気流                                                                                             | Shark       |                                         | 8 marzo 2000                                                |
| Aika Loves You 2 il DVD contiene anche Meow, Departure & Fantasy                                                         |             |                                         | 24 marzo 2000 9 febbraio 2002                               |
| KUKI DVD Buyer Boy 02 KUKI DVD買うボーイ 02                                                                              | KUKI        |                                         | 4 aprile 2000                                               |
| AIKA LOVES YOU 3 il DVD comprende anche I Love You, Wet & Love, & Count Down                                             | KUKI        |                                         | 23 giugno 2000                                              |
| THE NEO UNIFORM CONNECTION Complete Edition 2 NEO出血大制服 完全版 2                                                     | Atlas21     | Tsukasa Hashimoto                       | 9 febbraio 2001                                             |
| Costume Play Royale コスプレ ロワイヤル                                                                                  | KUKI        | Jango                                   | 16 febbraio 2001 25 maggio 2001                             |
| Miura Aika - Streetcar Ecstasy Theatrical release                                                                        |             |                                         | 13 agosto 2001                                              |
| Sweet Bunny Club SWEET バニー CLUB                                                                                       | Atlas21     | Tsukasa Hashimoto                       | 13 agosto 2001                                              |
| TANK Archive 2nd TANKアーカイブ 2nd（2枚組 2 discs                                                                       | KUKI        |                                         | 28 febbraio 2002                                            |
| Lingerie Deluxe ランジェリーデラックス                                                                                   | Cosmos Plan |                                         | 25 ottobre 2002                                             |
| FANTASTIC il DVD contiene tre video della label Atlas21                                                                  | Atlas21     |                                         | 21 marzo 2003                                               |
| Imoral Angel File.9 インモラル天使 File.9                                                                                | CineMagic   | Tojiro Haruki Yukimura Mihiro Wakatsuki | 24 marzo 2006                                               |
| PLAYBACK / Aika Miura PLAYBACK 三浦あいか Raccolta di DVD che comprende Loving You, I LOVE YOU, Salmon Pink & Wet Rabbit | KUKI        |                                         | 25 agosto 2006                                              |
| Best of Best, Aika Miura, Deluxe The Best of No.1 三浦あいか Deluxe                                                      | MediaBank   |                                         | 18 maggio 2007                                              |